# Salón recreativo

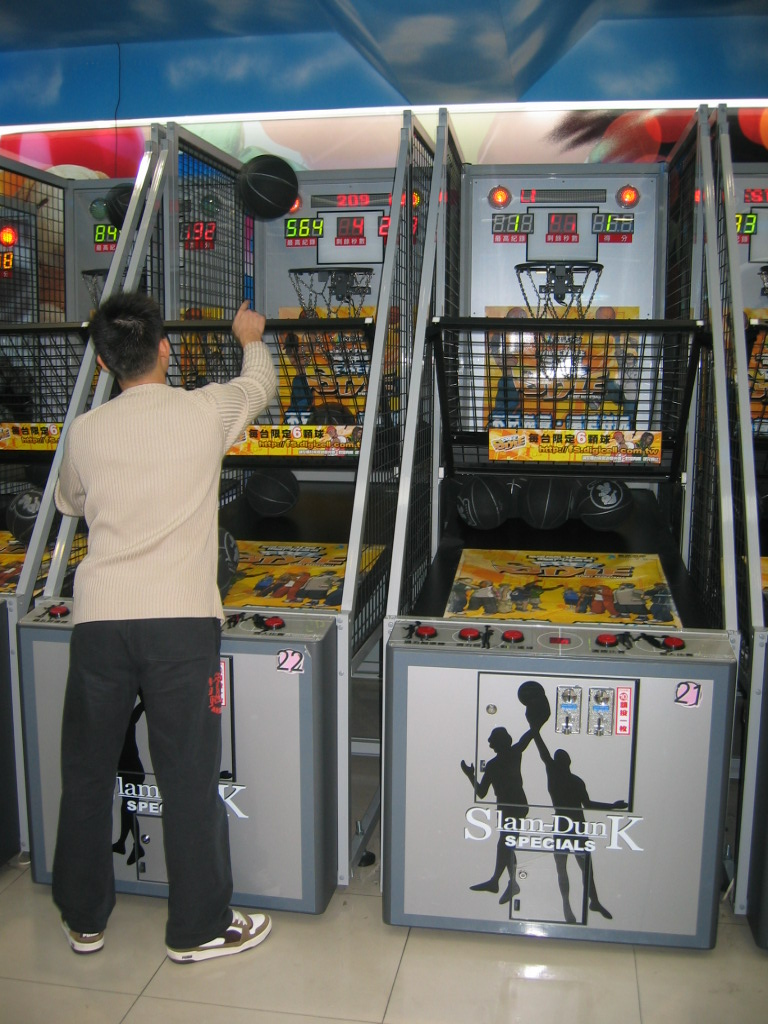
Máquinas en un salón recreativo.

Salón recreativo, sala de juegos, centro de ocio, salón arcade, entre otros. Es el lugar donde se encuentran un conjunto de máquinas o juegos, en los que a cambio de una determinada cantidad de dinero se obtiene un tiempo de juego.
Los juegos pueden ser de tipo: electrónico, electromecánico o manual.
1. Electrónicos: son aparatos similares a un ordenador en los que el juego transcurre en una pantalla y el manejo del juego se efectúa normalmente mediante una palanca de mando y botones. Son los llamados videojuegos de salón o arcades.
2. Electromecánicos: tienen parte mecánica y parte eléctrica. Normalmente la parte eléctrica se basa en electroimanes. Entre los juegos de este tipo están el Pinball y la Máquina de garra.
3. Manuales: son aparatos en los que se mide la habilidad del jugador, normalmente en competencia con otros. Por ejemplo el futbolín, billar (pool), bowling (bolera), dardos, hockey de aire, etc.